# Albert Müller (Politiker, 1915)
Albert Müller (* 2. Februar 1915 in Bremen; † 22. September 1991 in Bremen) war ein deutscher Politiker (SPD) und Senator.

## Leben

### Ausbildung und Beruf
Müller lernte den Beruf eines Maurers. Er war von 1929 bis 1933 in der sozialistischen Arbeiterjugend aktiv. Von 1936 bis 1938 und im Zweiten Weltkrieg war er in der Wehrmacht. Nach dem Krieg war er u. a. bis 1948 als Angestellter bei der amerikanischen Besatzungsmacht tätig. Ab 1948 übernahm er die Aufgabe eines Fürsorgers des Wohlfahrtsamtes. 1963 wurde er Leiter des Ortsamtes Bremen-Obervieland.

### Politik
Gleich nach dem Krieg trat Müller in die SPD ein. Von 1947 bis 1951 und dann wieder von 1955 bis 1971 war er Mitglied der Bremer Bürgerschaft.
Vom 15. Dezember 1971 bis zum 3. November 1975 war er im Senat Koschnick II Senator für Gesundheit und Umweltschutz.

## Ehrungen
Nach Albert Müller ist in Bremen-Obervieland eine Straße benannt worden.